# Tobias Bongers
Tobias Bongers (* 3. Februar 1995 in Duisburg) ist ein deutscher Poolbillard- und Snookerspieler.

## Karriere
Im Alter von 10 Jahren begann Tobias Bongers Billard zu spielen. 
Nachdem er 2010 deutscher U17-Meister im 9-Ball geworden war, gewann Bongers im August 2011 bei der Jugend-Europameisterschaft die Bronzemedaille im 8-Ball sowie im 14/1 endlos der Schüler und wurde mit der deutschen Mannschaft Schüler-Europameister. 2012 wurde er deutscher U19-Meister in den Disziplinen 9-Ball und 10-Ball. Bei der Jugend-EM 2012 wurde er im Finale gegen den Spanier José Alberto Delgado Hernández Vizeeuropameister im 10-Ball der Schüler sowie Europameister mit der deutschen Junioren-Mannschaft. Im Dezember 2012 erreichte er das Finale der Junioren-Weltmeisterschaft, unterlag dort aber dem Taiwaner Liu Cheng-chieh mit 5:9. Nachdem er 2013 deutscher Meister im 8-Ball der U19-Junioren geworden war, wurde er bei der Junioren-EM 2013 im Finale gegen den Polen Sebastian Batkowski Vizeeuropameister im 14/1 endlos. Darüber hinaus gewann er im 9-Ball, im 10-Ball und mit der Mannschaft die Bronzemedaille.
Im Juni 2013 wurde Bongers Neunter im 9-Ball beim Deurne City Classic. Im April 2014 wurde er durch einen 3:2-Sieg im Finale gegen Jan Joachim deutscher U19-Meister im Snooker. Im Halbfinale hatte Bongers den amtierenden deutschen Meister der Herren, Lukas Kleckers, mit 2:1 besiegt.
Beim Deurne City Classic 2014 wurde Bongers im Finale gegen Joshua Filler Zweiter im 14/1 Shootout und Siebzehnter im 9-Ball.
Zwei Wochen später gelang ihm bei den Austria Open erstmals der Einzug in die Finalrunde eines Euro-Tour-Turniers. Er schied jedoch in der Runde der letzten 32 gegen Denis Grabe, den späteren Sieger des Turniers, aus.
Im Januar 2016 erreichte beim Finalturnier der German Tour 2015 das Achtelfinale, in dem er dem Philippiner Efren Reyes mit 2:7 unterlag. Beim Derby City Classic 2016 wurde er Siebzehnter im 9-Ball-Wettbewerb.
In der Saison 2009/10 belegte Bongers mit dem BC Parkecke-Hochfeld den zweiten Platz in der Oberliga. Anschließend wechselte er zum BC Oberhausen und spielte mit dessen zweiter Mannschaft in der Regionalliga. In der Saison 2011/12 wurde er mit der BU Mönchengladbach/Kempen in der Oberliga Dritter. Anschließend wechselte er zum 1. PBC Neuwerk, mit dem er 2014 in die 2. Bundesliga aufstieg und dabei den ersten Platz in der Einzelrangliste belegte. In der Saison 2014/15 schaffte er mit den Neuwerkern den Aufstieg in die 1. Bundesliga. Bongers wechselte jedoch zum Regionalligisten Joker Kamp-Lintfort, mit dem er 2016 in die zweite Liga aufstieg.
In der Saison 2014/15 spielte er mit dem 1. SC Dortmund in der 1. Snooker-Bundesliga.